# Батальон „Георги Димитров“
Батальон „Георги Димитров“ е част от интернационалните бригади по време на Гражданската война в Испания от 1936 – 1939 г.
Той е 18-ият по ред сформиран доброволчески батальон. Получава името на известния български и международен комунист Георги Димитров, тогава генерален секеретар на Коминтерна, заради отявлената му подкрепа за правителството на Народния фронт.
Батальонът е създаден от около 800 политически емигранти от балканските страни, включително 400 българи, 160 гърци и други. Включен е в състава на 15 интернационална бригада на 31 януари 1937 г. Редом с британския и с американския батальон „Линкълн“ се сражава в битката при Харама край Мадрид. Димитровците отбраняват десния фланг на републиканските войски и дават много жертви.
Първият командир на батальона е българинът Иван Паунов, псевдоним Гребенаров (р. 1899, политически емигрант в СССР от 1925 г.), който загива при фронтална атака на 12 февруари 1937 в битката при Харама.
През септември 1937 г. батальонът е изтеглен в тила, където е попълнен личният му състав. На 13 февруари 1938 г. е присъединен към новосформираната 129 интербригада. Остава в нейния състав до разпускането му на 5 октомври 1938 г.